# Bouteilles-Saint-Sébastien
Bouteilles-Saint-Sébastien è un comune francese di 180 abitanti situato nel dipartimento della Dordogna nella regione della Nuova Aquitania.

## Società

### Evoluzione demografica
Abitanti censiti